# Gianni Ocleppo
Gianni Ocleppo (Alba, 16 aprile 1957) è un commentatore televisivo, allenatore di tennis ed ex tennista italiano.
In singolare ha raggiunto la 30ª posizione nel ranking ATP nel 1979 ed è stato numero 1 italiano per 31 settimane complessive. Vanta 1 titolo ATP su 4 finali disputate.
In doppio è stato numero 53 nel 1987 e ha conquistato due titoli su sette finali disputate.
Oggi è commentatore televisivo per SuperTennis dopo aver collaborato per 11 anni con Eurosport. Dal 20 maggio 2021 è presidente del comitato d'onore delle ATP Finals di Torino.

## Carriera
Il 18 novembre 1979 disputò la semifinale al Wembley Championships dove si arrese a John McEnroe, dopo aver battuto Peter Fleming, Tomáš Šmíd e Ferdi Taygan. Una settimana più tardi, il 25 novembre, sul sintetico indoor di Bologna, giocò la sua prima finale ATP in carriera e fu sconfitto da Butch Walts in due set.
Il 23 marzo 1980, nel torneo di Metz giunse per la seconda volta in finale nel circuito maggiore, dove si arrese in due set a Gene Mayer. Il 28 settembre 1980 è la data della sua terza finale in carriera, a Bordeaux, la prima su terra rossa. A negargli la gioia del trofeo fu Mario Martínez che prevalse col punteggio di 6-0, 7-5, 7-5.
Il 28 marzo 1981 disputò la semifinale al WCT di Milano dove fu sconfitto per 7–5, 7–6(5) da Björn Borg dopo aver battuto, senza perdere un set, Tim Wilkinson, Victor Amaya e Gene Mayer. Il 5 aprile dello stesso anno, sul cemento di Linz, vinse il suo unico titolo ATP in carriera. Nella sua quarta e ultima finale in carriera sconfisse per 7-5, 6-1 Mark Edmonson, diventando il quinto tennista italiano a conquistare un titolo del circuito maggiore nell'era Open, il primo a realizzare l'impresa sul cemento indoor senza perdere un set.
Il 21 marzo 1983, grazie alla posizione numero 91 nel ranking ATP, scavalcò Claudio Panatta diventando il nuovo numero uno italiano, una leadership che complessivamente detenne per 31 settimane.
Nella Coppa Davis del 1984 fu artefice della vittoria contro l'Inghilterra nel primo turno. Giocò inoltre per l'Italia nella finale del 1980, perdendo il suo incontro con Ivan Lendl.
Si ritirò dall'attività professionistica nel 1987.

## Vita privata
Dal 2003 è amministratore delegato della società Promozioni Gestionali, che opera nel settore del confezionamento di prodotti alimentari.
Fu sposato con la modella statunitense Dee Erburg fino al 2003. Dal matrimonio sono nati due figli, Alex e Julian, anch'egli tennista professionista.

## Statistiche

### Singolare

#### Vittorie (1)
| Legenda              |
| Grande Slam (0)      |
| ATP Finals (0)       |
| ATP Masters 1000 (0) |
| ATP Tour 500 (0)     |
| ATP Tour 250 (1)     |

| N. | Data          | Torneo         | Superficie  | Avversario in finale | Punteggio |
| 1. | 5 aprile 1981 | ATP Linz, Linz | Cemento (i) | Mark Edmondson       | 7–5, 6–1  |

#### Finali perse (3)
| Legenda              |
| Grande Slam (0)      |
| ATP Finals (0)       |
| ATP Masters 1000 (0) |
| ATP Tour 500 (0)     |
| ATP Tour 250 (3)     |

| N. | Data              | Torneo                  | Superficie    | Avversario in finale | Punteggio     |
| 1. | 25 novembre 1979  | Bologna Indoor, Bologna | Sintetico (i) | Butch Walts          | 3–6, 2–6      |
| 2. | 23 marzo 1980     | Lorraine Open, Metz     | Cemento (i)   | Gene Mayer           | 3–6, 3–6, 0–6 |
| 3. | 28 settembre 1980 | ATP Bordeaux, Bordeaux  | Terra rossa   | Mario Martínez       | 0–6, 5–7, 5–7 |

### Doppio

#### Vittorie (2)
| Legenda              |
| Grande Slam (0)      |
| ATP Finals (0)       |
| ATP Masters 1000 (0) |
| ATP Tour 500 (0)     |
| ATP Tour 250 (2)     |

| N. | Data              | Torneo                                        | Superficie  | Compagno                  | Avversari in finale         | Punteggio |
| 1. | 14 settembre 1980 | Campionati Internazionali di Sicilia, Palermo | Terra rossa | Ricardo Ycaza             | Víctor Pecci Balázs Taróczy | 6–2, 6–2  |
| 2. | 24 giugno 1980    | Vienna Open, Vienna                           | Terra rossa | Christophe Roger-Vasselin | Pavel Složil Tomáš Šmíd     | Walkover  |

#### Finali perse (5)
| Legenda              |
| Grande Slam (0)      |
| ATP Finals (0)       |
| ATP Masters 1000 (0) |
| ATP Tour 500 (0)     |
| ATP Tour 250 (5)     |

| N. | Data              | Torneo                                        | Superficie  | Compagno         | Avversari in finale             | Punteggio     |
| 1. | 28 settembre 1980 | ATP Bordeaux, Bordeaux                        | Terra rossa | Ricardo Ycaza    | John Feaver Gilles Moretton     | 3–6, 2–6      |
| 2. | 15 marzo 1981     | Cairo Open, Il Cairo                          | Terra rossa | Paolo Bertolucci | Ismail El Shafei Balázs Taróczy | 7–6, 3–6, 1–6 |
| 3. | 5 ottobre 1986    | Campionati Internazionali di Sicilia, Palermo | Terra rossa | Claudio Mezzadri | Paolo Canè Simone Colombo       | 5–7, 3–6      |
| 4. | 19 aprile 1987    | ATP Nizza, Nizza                              | Terra rossa | Claudio Mezzadri | Emilio Sánchez Sergio Casal     | 3–6, 3–6      |
| 5. | 25 maggio 1987    | ATP Firenze, Firenze                          | Terra rossa | Paolo Canè       | Wolfgang Popp Udo Riglewski     | 4–6, 4–6      |